# Trương Công Giai
Trương Công Giai (19 tháng 11 năm 1665 - 8 tháng 2 năm 1728) là vị quan thời Hậu Lê, được phong đến chức Thượng thư bộ hình. Ông được biết đến là một trong 3 tiến sĩ trẻ nhất trong lịch sử khoa bảng thời phong kiến Việt Nam. Trương Công Giai làm quan, phục vụ đất nước trải qua nhiều trọng trách khác nhau, từ Tự khanh, Đô ngự sử đến chức Công bộ Thượng thư, Hình bộ Thượng thư, được phong tặng tước Lỵ Quận công, khi mất được tặng hàm Thiếu bảo. Đặc biệt, ông có thời gian dài kiêm Tế tửu Quốc Tử Giám, có nhiều đóng góp cho sự nghiệp giáo dục của Đại Việt.

## Xuất thân
Trương Công Giai sinh ngày 19 tháng 11 năm 1665 tại làng Thiên Kiện, xã Thanh Tâm, huyện Thanh Liêm, tỉnh Hà Nam. Cha là Trương Chí Tường, một danh y nổi tiếng gần xa, dạy bảo, cho học hành chu tất. Trương Công Giai ra đời trong hoàn cảnh nhà Lê đã giành lại ngôi báu từ nhà Mạc. Năm 20 tuổi, ông thi đỗ Đệ tam giáp đồng tiến sĩ xuất thân, khoa thi năm Ất Sửu - 1685 đời vua Lê Hy Tông.
Trong bảng vàng, tên đứng thứ nhất và ông là một trong 13 người đỗ tiến sĩ khi mới 20 tuổi. Theo các giai thoại còn lưu truyền đến ngày nay, Trương Công Giai lúc nhỏ được người đương thời gọi là thần đồng bởi học tài, thông kinh thấu chữ, ứng xử tài hoa.

## Sự nghiệp
Sau khi thi đỗ tiến sĩ, vua Lê Hy Tông bổ nhiệm Trương Công Giai vào làm việc ở cơ quan trung ương. Theo sách Lịch triều tạp kỷ lại ghi: Tháng 3 năm Đinh Hợi (1707) phong Tự khanh Trương Công Giai làm chức Công bộ Hữu thị lang. Tháng 3 năm Tân Mão (1711), Trương Công Giai giữ chức Phó đô Ngự sử. Năm Mậu Tuất (1718), tháng giêng mùa xuân mở khoa thi cử nhân, tri cống cử Đô Ngự sử Trương Công Giai nhập kỳ thi diên bồi tụng, Thượng trung thư giám cẩm Sơn Nam. Sau đó, ông được giữ chức Thượng trụ quốc Thượng trật tướng công. Tháng sáu năm Canh Tý (1720), ông được thăng tiến chức Thượng thư bộ Hình.
Theo sử cũ, ông mất ngày mồng 8-2-1728 - năm Mậu Thân thọ 63 tuổi, thi hài được ướp quàn tại viện Thiên Thanh. Sau 100 ngày ông mất thì được đưa về quê cho dân làng và gia tộc kính viếng và 7 ngày sau mới đưa đi an táng tại lưng núi A Hồ.

## Trang thơ
Thượng thư tiến sĩ Trương Công Giai có 2 bài thơ được nhà xuất bản Khoa học xã hội in và phát hành năm 2008:
| 歲六十三 六十三春力退些， 王存優愛主存差。 依穿飯亨恩芳土， 基義根仁守玉河。 同榜友歸常敏感， 故鄉客到不驍賒。 壹心終始時官節， 郡傳歸仙寄嶺茶。 |  | Tuế lục thập tam Lục thập tam xuân lực thoái ta, Vương tồn ưu ái chủ tồn soa. Y xuyên phạn hưởng ân phương thổ, Cơ nghĩa căn nhân thủ ngọc hà. Đồng bảng hữu quy thường mẫn cảm, Cố hương khách đáo bất kiêu xa. Nhất tâm chung thủy thời quan tiết, Quận truyện quy tiên ký lĩnh Trà. |  | Tuổi sáu mươi ba Gần sáu mươi ba tuổi rồi tóc điểm bạc thêm Tuy già nhưng vua vẫn tin dùng, chúa vẫn yêu quý Cơm ăn áo mặc của ta là do dân, nhờ dân mà có Nhớ ơn cha mẹ đã hun đúc vun đắp cho ta lòng nhân nghĩa Bạn học thường qua quen mẫn cảm Nơi cố hương khách đến thăm ta như về nhà mình Ta luôn son sắt với lời "Quan tiết bất đáo" Khi về chết ta mong được an thân trên núi Trà Lĩnh |

| 春 蒔書漸放祿由生， 鸞鳳和親郁義情。 智水仁山多福壽， 人康物盛倍繁榮。 有真有善文常美， 知彼知己事必成。 愛鼎茶山邊底水， 故鄉天健萬春青。 |  | Xuân Thi thư tiệm phóng lộc do sinh, Loan phượng hoà thân úc nghĩa tình. Trí thủy nhân sơn đa phúc thọ, Nhân khang vật thịnh bội phồn vinh. Hữu chân hữu thiện văn thường mỹ, Tri bỉ tri kỷ sự tất thành. Ái đỉnh Trà Sơn biên Đáy thủy, Cố hương Thiên Kiện vạn xuân thanh. |  | Dịch nghĩa Khi làm thơ, hoa xuân thêm nở lộc Như có loan phượng hoà ca thắm thiết nghĩa tình Nghĩ về đất nước quê hương đang dồi dào phúc thọ Người vui của cải vững mạnh phồn vinh Ai chân thực thì viết văn hay Ai biết điều thì làm việc gì cũng thành công Yêu dòng sông Đáy trôi xuôi ven núi Trà Lĩnh Xóm làng Thiên Kiện mùa xuân nào cũng xanh tươi như lòng người nảy lộc |

## Đánh giá
Con trai trưởng của Trương Công Giai là Triều liệt Đại phu Quan Tiến lộc Trương Luận Xuyên đã cung kính chép về người cha của mình như sau: 
Cụ có phong thái đoan trang kỳ vĩ, thần thái ung dung, mặt tựa tô son, đứng ngồi đĩnh đạc, ôn hòa từ ái, cần kiệm, thanh cao. Cụ lúc nhỏ được gọi là thần đồng, khi lớn dốc lòng theo đạo Nho. Cụ làm quan trong sạch, cần cù. Lấy lòng hiếu đễ thờ cha mẹ, lấy nghiêm khắc giữ nếp nhà. Thờ vua tận tụy, trong triều ngoài nội đều giữ tiếng khen. Thực đáng người hiền, tiếng thơm lưu truyền hậu thế.
Bốn chữ đại tự do chính tay ông viết lên bức hoành phi treo trước cửa công đường nơi ông thực thi công việc rất nổi tiếng cho muôn đời. Đó là 4 chữ “Quan Tiết Bất Đáo”, có nghĩa: quan thanh liêm và khí tiết không nhận của gian phi.

## Tôn vinh
Hà Nội có đường Trương Công Giai dài 670m, rộng 8m, đoạn từ ngã tư Trần Quý Kiên - Cầu Giấy đến ngã ba giao cắt phố Thành Thái (cạnh công viên Cầu Giấy).
Đền chính thờ Trương Công Giai nằm ở xã Thanh Tâm, huyện Thanh Liêm, tỉnh Hà Nam.
Trương Công Giai cũng được thờ tại di tích Nhà thờ họ Trương Việt Nam ở phường Ninh Mỹ, thành phố Hoa Lư, tỉnh Ninh Bình. Nhà thờ họ Trương Việt Nam là nơi thờ các bậc tiền hiền người họ Trương đã khuất tại ban thờ công đồng. Trong hậu cung có tượng thờ những người họ Trương tiêu biểu nhất thời phong kiến gồm: chính cung thờ Ngọc Hoàng Thượng đế (Trương Hữu Nhân), Tả vu có tượng thờ các vị quan văn nổi tiếng nhất: Thái phó Trương Hán Siêu, Trạng nguyên Trương Xán, Thái sư Trương Đăng Quế, Thượng thư Trương Công Hy, Đông các học sĩ Trương Quốc Dụng, Thượng thư Trương Công Giai, Trạng nguyên Trương Hanh; Hữu vu có tượng thờ các vị quan võ nổi tiếng nhất: Tướng Trương Hống, Tướng Trương Hát, Tăng lục võ sư Trương Ma Ni, Đại tướng quân Trương Minh Giảng, Anh hùng thủ lĩnh Trương Định, Tướng Trương Chiến, Tướng Trương Nữu.